# Gustav Craffström

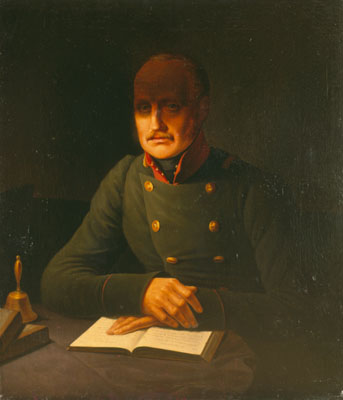
Gustav Craffström (1840)

Gustav von Craffström, auch Gustav Borisovič Craffström, Kraffström und Graffström, russisch Евстафий Борисович Крафстрем, Jewstafi Borissowitsch Krafstrem (* 16. August 1784; † 7. September 1854 in Dorpat) war zunächst kaiserlich russischer Offizier und trat dann in die Verwaltung des russischen Erziehungswesens in den Ostseegouvernements über.

## Leben
Hinsichtlich seiner familiären Herkunft verhalten sich die deutschsprachigen Quellen spekulativ und verweisen auf eine Zugehörigkeit zum niederen schwedisch-livländischen Adel. Sicher ist, dass er 1800 sich für eine Militärlaufbahn entschied und dem kaiserlich russischen Preobraschensker Leib-Garderegiment als Soldat beitrat. 1805 wurde er zum Fähnrich befördert, 1810 zum Leutnant und 1812 zum Stabskapitän. In den Koalitionskriegen machte er den gesamten Feldzug 1813/14 mit allen Schlachten bis nach Paris mit. Am 23. September 1813 erfolgte seine Beförderung zum Kapitän (Hauptmann). Über Cherbourg kehrte er per Schiff nach Russland zurück. Zum 1. Januar 1816 erhielt er den Rang Oberst und wurde 1822 Kommandeur des Wiborger Infanterie-Regiments. 1824 folgte die Beförderung zum Generalmajor. Als solcher war er von 1826 bis 1833 Kommandeur des Moskauer Garderegiments. Er führte sein Regiment im  Russisch-Türkischen Krieg (1828–1829) und bei der Niederschlagung des polnischen Novemberaufstands. 1833 wurde Craffström Generalleutnant und wechselte sodann aus dem Militärdienst in die Zivilverwaltung.
Von 1836 bis zu seinem Tode 1854 stand er als Kurator und Nachfolger von Carl Magnus von der Pahlen dem Dorpater Lehrbezirk vor und war Mitglied der Oberschulverwaltung in Sankt Petersburg. Nicht akademisch vorgeprägt wurde er insbesondere seitens der Lehrenden an der Kaiserlichen Universität Dorpat als penibler Bürokrat empfunden, der kaum akademische Freiheiten gewährte. Er setzte die von Zar Nikolaus I. gewünschte Russifizierung der Gymnasien wie der Universität durch und unterhielt jedoch gute Verbindungen zu den Ministern für öffentliche Bildung Graf Sergei Semjonowitsch Uwarow und Fürst Širinskij, die aus Sicht der Lehrenden als hilfreich vermerkt wurden. Bei den Studenten war er schlichtweg unbeliebt; die Studentenverbindungen in Dorpat konnten sich erst nach seinem Tode wieder der Zeit entsprechend aufstellen. Sein Nachfolger als Kurator wurde Georg von Bradke, der nach dem Tod von Zar Nikolaus 1855 die Zügel etwas lockerte.

## Auszeichnungen
- Orden des Heiligen Wladimir[1]
  - 4. Klasse 1813 für die Schlacht bei Bautzen
  - 2. Klasse 27. Oktober 1831 für die Einnahme Warschaus im Novemberaufstand
- Kulmer Kreuz
- Goldenes Schwert für Tapferkeit 1813 für die Schlacht bei Kulm
- Russischer Orden der Heiligen Anna
  - 1. Klasse, 22. Juni 1827
  - Krone zum St.-Annen-Orden, 23. Juli 1829
- Russischer Orden des Heiligen Georg, 4. Klasse, 26. November 1829 im Russisch-Türkischen Krieg (1828–1829)
- Kaiserlich-Königlicher Orden vom Weißen Adler, 21. Januar 1838
- Alexander-Newski-Orden, 13. April 1845
  - Brillanten zum Alexander-Newski-Orden, 25. Juni 1850
- Charakter als General der Infanterie, 23. April 1850